# 크루세이더스 (럭비)
크루세이더스(Crusaders) 또는 이전 이름인 캔터베리 크루세이더스(Canterbury Crusaders)는 1996년 창단된 뉴질랜드의 럭비 유니온 팀이다. 수퍼 15에 참가하며 크라이스트처치를 연고로해 AMI 스타디움을 홈구장으로 쓴다.

## 우승 기록(리그 최다)
- 우승-7번(1998, 1999, 2000, 2002, 2005, 2006, 2008)
- 준우승-2번(2003, 2004)